# Il segreto di Susanna
Il segreto di Susanna er en opera af Ermanno Wolf-Ferrari til en libretto af Enrico Golisciani. Operaen fik premiere i München den 4. december 1909.